# 92
Cette page concerne l'année 92  du calendrier julien. Pour l'année 92 av. J.-C., voir 92 av. J.-C. Pour le nombre 92, voir 92 (nombre).
L'année 92 est une année bissextile qui commence un dimanche.

## Événements
- Mai : les Suèves alliés aux Iazyges passent le moyen Danube et attaquent la Pannonie ou la Mésie où une légion romaine est détruite (peut-être la Legio XXI Rapax)[1]. Domitien mène une campagne en personne sur le Danube contre les Suèves et les Sarmates. L'empereur combat les Iazyges, les Quades et les Marcomans qui lui ont refusé leur soutien contre les Daces, mais ils ne sont pas entièrement soumis (fin en janvier 93)[2].

- Les partisans de l'empereur de Chine Hedi accusent le général Xian Dou de comploter pour le tuer ; Dou se suicide en prison et un certain nombre de ses complices sont exécutés. Parmi eux se trouve l'historien Ban Gu[3].

- Édit de l'empereur Domitien à la suite de la crise frumentaire restreignant la culture de la vigne au profit de celle du blé[4]. Il interdit en Italie toute plantation nouvelle de vignes et ordonne d’arracher au moins la moitié des vignobles dans les provinces, principalement ceux qui concurrencent le blé (à la suite de cette loi, et sur un grand nombre d'années, la moitié du vignoble gaulois sera détruite).

## Décès en 92
- Ban Gu, historien chinois Ban Gu qui avait compilé une histoire de la première dynastie Han avec son père et sa sœur, exécuté pour avoir soutenu la faction de Dou Xian à la cour.